# Seleção Uruguaia de Futebol Sub-15
A Seleção Uruguaia de Futebol Sub-15, também conhecida por Uruguai Sub-15, é a seleção Uruguaia de futebol formada por jogadores com idade inferior a 15 anos.